# Willem van Nassau-Weilburg
Willem van Nassau-Weilburg (25 augustus 1570 - Burgschwalbach, 19 november 1597) was graaf van Nassau-Weilburg, een deel van het graafschap Nassau. Hij stamt uit de Walramse Linie van het Huis Nassau.

## Biografie
Willem was de vierde zoon van graaf Albrecht van Nassau-Weilburg en Anna van Nassau-Siegen, dochter van graaf Willem I "de Rijke" van Nassau-Siegen en Juliana van Stolberg-Wernigerode.
Na het overlijden van zijn vader op 11 november 1593, volgde Willem hem op samen met zijn broers Lodewijk en Johan Casimir. Hun oom graaf Filips III van Nassau-Saarbrücken werd tot voogd voor de jongste broer benoemd. Reeds op 6 maart 1594 verdeelden de drie broers de erfenis. Hun oom was hun daarbij behulpzaam. Lodewijk verkreeg Ottweiler, Johan Casimir verkreeg Gleiberg, en Willem verkreeg Weilburg en Burgschwalbach. De gravin-weduwe en moeder Anna verkreeg het ambt Wehen als weduwengoed. In de verdeling werd ook bepaald dat de burchten Homburg, Blieskastel, Lahr, Bensdorf en Helflingen gezamenlijk zouden worden beheerd. Vervreemdbare en onvervreemdbare schulden werden volgens een vastgelegde verdeelsleutel over de drie broers verdeeld.
Willems residentie Slot Weilburg was enige jaren daarvoor gereedgekomen, zodat het in zijn tijd een van de modernste van de Walramse Linie was. Aangezien Johan Casimirs residentie Burcht Gleiberg niet zo comfortabel was als de andere twee, ontving deze 4.000 gulden van zijn broer Willem en 2.000 gulden van zijn broer Lodewijk om zijn residentie passend uit te kunnen bouwen.
Na Willems vroege dood viel zijn nalatenschap aan zijn broers Lodewijk en Johan Casimir. Willem werd begraven in de Sint-Maartenskerk te Weilburg.

## Huwelijk en kinderen
Willem huwde te Birstein op 1 februari 1596 met Erica van Isenburg-Büdingen (13 januari 1569 - Berleburg, 16 april 1628 o.s.), dochter van graaf Filips van Isenburg-Büdingen en Irmgard van Solms-Braunfels.

Uit dit huwelijk werden de volgende kinderen geboren:
1. Anna (6 januari 1597 - 7 januari 1645), huwde te Ottweiler op 28 november 1628 n.s. met graaf Frederik van Leiningen-Dachsburg (8 februari 1593 - 29 april 1651).
2. Elisabeth Juliana (Weilburg, 27 maart 1598 - Berleburg, 18 april 1682), huwde eerst te Burgschwalbach in 1627[10] met graaf Lodewijk Casimir van Sayn-Wittgenstein-Berleburg (30 april 1598 - (vermoord door rovers) in Hessen, 6 juni 1643), en daarna op 27 augustus 1647 met graaf George van Sayn-Wittgenstein-Berleburg (25 januari 1605 - 10 december 1680).